# 社会保障（最低标准）公约
1952年社会保障（最低标准）公约（英語：Social Security (Minimum Standards) Convention, 1952）是国际劳工组织一项公约。内容覆盖医疗、疾病津贴、失业津贴、老龄津贴、工伤津贴、家庭津贴、生育津贴、残疾津贴、遗属津贴等。

## 批准國家
截止2016年8月，54个国家批准了该公约。
- 阿尔巴尼亚
- 奥地利
- 巴巴多斯
- 比利时
- 玻利维亚
- 波黑
- 巴西
- 保加利亚
- 乍得
- 克罗地亚
- 塞浦路斯
- 哥斯达黎加
- 捷克斯洛伐克
- 捷克
- 扎伊尔
- 丹麦
- 多米尼克共和国
- 厄瓜多尔
- 法国
- 联邦德国
- 希腊
- 洪都拉斯
- 冰岛
- 以色列
- 意大利
- 爱尔兰
- 日本
- 约旦
- 利比亚
- 卢森堡
- 毛里塔尼亚
- 墨西哥
- 荷兰
- 黑山
- 尼日尔
- 挪威
- 秘鲁
- 波兰
- 葡萄牙
- 罗马尼亚
- 圣文森特和格林纳丁斯
- 塞内加入
- 塞尔维亚与黑山
- 斯洛伐克
- 斯洛文尼亚
- 西班牙
- 瑞典
- 瑞士
- 马其顿
- 多哥
- 土耳其
- 乌克兰
- 英国
- 乌拉圭
- 委内瑞拉
- 南斯拉夫
- 曼岛